# Буйновци
Буйновци е село в Северна България. То се намира в община Елена, област Велико Търново.

## География
Село Буйновци се намира на 10 км южно от Елена, недалеч от шосето Елена – Твърдица. Разположено е на високо място в южните поли на хълма Острец, на 600 м надморска височина.
Селото има южно и източно изложение. От него се открива гледка на юг към билото на Стара планина с връх Чумерна, на запад дори до Шипка и на изток към Тузлука. На изток от селото протича река Боровщица (Мийковска река), а на запад е водосборният басейн на река Веселина.
Климатът е умереноконтинентален, със средна годишна температура 10,6 градуса по Целзий, лятото е прохладно, зимата – мека и снежна.
Районът е климатолечебен планински курорт и предлага възможности за екологичен, селски и ски туризъм.

## История
Предполага се, че селото е основано след падането на България под османско владичество. Само тук-там са запазени по някоя характерна стара къща с големи надвиснали стрехи, с дървени обшивки на стените отвън. В миналото на мястото на селото е имало вековни гори. По някои наименования на местности – „Елова поляна“, „Елов чукар“, може да се съди, че имало и иглолистни гори. Названието „Градището“ в южните склонове на височината Острец е свидетелство за стари поселения.
За наименованието на селото има няколко предания. Едното гласи, че в тази труднодостъпна в миналото местност имало манастир, около който възникнало селището. Друго предание разказва, че в годините на владичеството тук се установил със стадото си дядо Буйно, който поставил началото на селището. Има предание, че селището получило наименованието си от буйните гори, сред които се заселили първите обитатели.
През 1905 г. към село Буйновци е присъединена и махалата Шоевци (Шоювци). През 1978 г. поради изселване на махалите Дараци и Пашовци, са присъединени към Буйновци.

## Население
Преброяване на населението през 2011 г.
Численост и дял на етническите групи според преброяването на населението през 2011 г.:
|                     | Численост | Дял (в %) |
| Общо                | 68        | 100,00    |
| Българи             | 65        | 95,58     |
| Турци               | 0         | 0,00      |
| Цигани              | 0         | 0,00      |
| Други               | 0         | 0,00      |
| Не се самоопределят | 0         | 0,00      |
| Неотговорили        | 0         | 0,00      |

## Религии
Църквата „Свети Пророк Илия“ е построена през 1836 година на мястото на стара, унищожена при турското нашествие. Както година по-рано в Марян, така и буйновчани откриват останки от по-стар храм и стари гробове. Там са намерени пръстени и кръстчета, което свидетелства за християнското минало на Буйновци. През Руско-турската война (1877 – 1878) църквата е изгорена и разрушена за да бъде възстановена отново през 1890 година.

## Обществени институции
През 1836 г. в Буйновци е построена църквата „Св. Пророк Илия“. В самия края на XIX – през 1897 г. е изградена и камбарията на храма.
През 1928 година е основано читалището „Свети Свети Кирил и Методий“. През 1910 г. е построена училищна сграда, а през 1939 година – читалище – общински дом. От Освобождението (1878) до Съединението на Княжество България с Източна Румелия (1885) в селото е имало митница.

## Културни и природни забележителности
В района се намират следните природни забележителности и резервати:
- Марков камък (на около 3 км от град Елена)
- Водопада на река Мийковска в землището на махала Христовци,
- Местността Слона, в землището на село Тодювци.
- Резерват Бяла крава (в землището на село Костел)
- Резерват Хайдушки чукар (в землището на Буйновци)
- Буферни зони на резерватите Сини бряг и Савчов чаир.
- Връх Чумерна (1536 м), първенецът на Елено-Твърдишката планина;
- Върховете Острец и Симаново.

От 12 юли 2007 г. броят на защитените територии, намиращи се в границите на общината, нарасна с още три. Всички те попадат в категорията „защитени местности“.
Новообявената защитена територия „Марков бук“ се намира в землището на Буйновци и е с площ 182 хектара.
„Белокравищница“ се намира в землището на с. Костел и е с площ 226,8 хектара. Представлява буферна зона на резервата „Бяла крава“, който е с площ 91 хектара. Тук се намират вековна букова гора с характерно флористично и фаунистично богатство, както и карстовите извори „Бяла крава“, дали името на резервата.
Третата от новите защитени местности, „Главите“, е разположена в землищата на еленските села Дрента и Тодювци, както и на великотърновското село Войнежа. Площта на защитената територия е 291 хектара.
Има и много манастири и църкви. В околностите се намират Капиновският, Плаковският, Килифаревският, Марянският, Мерданският и др.манастири. Съхранени 147 паметника на културата, 7 от които са с национално значение: родната къща на Иларион Макариополски, Часовниковата кула, Даскалоливницата, църквите Свети Никола иУспение на Пресвета Богородица с камбанарията, петте Разсуканови къщи и Попниколовата къща.

## Редовни събития
Всяка година на Елин ден (Илинден) – 2 август – се провежда събор на селото.
Илинден в България се нарича денят, в който се почита Свети пророк Илия, 20 юли. Чества се също денят на Илинденско-Преображенското въстание в България и Република Македония, където се празнува по стар стил на 2 август.
Съществува поверие, че на този ден морето взима най-много жертви като курбан за Св. Илия. Според народните вярвания, ако този ден гърми, орехите и лешниците ще бъдат кухи и изгнили. Народната традиция повелява на този ден да не се работи, за да не се разсърди Свети Илия, който е почитан като господар на летните небесни стихии, гръмотевици и градушките.
Личности родени в Буйновци:
- Йордан Петков Касъров – български художник роден в Буйновци. Възпитаник на Държавното рисувално училище.